# Ляпичев
Ляпичев — хутор в Калачёвском районе Волгоградской области России. Административный центр Ляпичевского сельского поселения.

## История
В «Списке населённых мест Земли Войска Донского», изданном в 1864 году, населённый пункт упомянут как казачий хутор Ляпичев в составе юрта станицы Пятиизбянской Второго Донского округа, при речке Донская Царица, расположенный в 44 верстах от окружной станицы Нижне-Чирской. В Ляпичеве имелось 100 дворов и проживало 247 жителей (130 мужчин и 117 женщин).

Согласно Списку населённых мест Области Войска Донского по переписи 1873 года в населённом пункте насчитывалось 192 двора и проживало 538 душ мужского и 84 женского пола.

В 1921 году в составе Второго Донского округа включен в состав Царицынской губернии. По состоянию на 1936 год хутор являлся административным центром Ляпичевского сельсовета Калачёвского района Нижне-Волжского края.

## География
Хутор находится в южной части Волгоградской области, на восточном берегу Цимлянского водохранилища, вблизи места впадения в него реки Донская Царица, на расстоянии примерно 17 километров (по прямой) к юго-юго-западу (SSW) от города Калач-на-Дону, административного центра района. Абсолютная высота — 38 метров над уровнем моря.

Климат классифицируется как влажный континентальный с тёплым летом (согласно классификации климатов Кёппена — Dfa). Среднегодовая температура воздуха положительная и составляет + 8,6 °C. Средняя температура самого холодного месяца (января) составляет −6,8 °С, самого жаркого месяца (июля) — +24 °С. Расчётная многолетняя норма осадков — 376 мм. В течение года количество осадков распределено относительно равномерно: наименьшее количество осадков выпадает в феврале (24 мм), наибольшее количество — в июне (40 мм).
Часовой пояс
Хутор Ляпичев, как и вся Волгоградская область, находится в часовой зоне МСК (московское время). Смещение применяемого времени относительно UTC составляет +3:00.

### Улицы
Уличная сеть хутора состоит из 17 улиц и 5 переулков.

## Население
| 2010 |
| ---- |
| 1266 |

Гендерный состав
По данным Всероссийской переписи населения 2010 года в гендерной структуре населения мужчины составляли 47,3 %, женщины — соответственно 52,7 %.
Национальный состав
Согласно результатам переписи 2002 года, в национальной структуре населения русские составляли 91 %.

### Известные люди
- Семёнов, Иван Дмитриевич (1924—1976) — Герой Советского Союза (1943).
- Силичев, Дмитрий Александрович (09.11.1939) — советский учёный-философ, доктор философских наук, профессор.

На хуторе в 1922—1925 годы жил Ф. А. Фунтиков (1875/1876 — 1926) — глава Закаспийского временного правительства (1918—1919), участник расстрела асхабадских комиссаров (23.7.1918).

## Инфраструктура
В Ляпичеве функционируют средняя школа, детский сад, сельский дом культуры, библиотека, участковая больница и отделение Почты России. Действует станция Приволжской железной дороги.